# Retroplumidae
Die Retroplumidae sind eine Familie der Krabben (Brachyura) und die einzige Familie innerhalb der Überfamilie Retroplumoidea. Sie bewohnen schlammige Untergründe der Tiefsee im Schelfbereich.

## Merkmale
Retroplumidae sind Krabben mit einem nahezu rechteckigen, flachen Carapax. Die ersten drei Schreitbeine (P2–P4) sind lang, das letzte ist kürzer und durch die langen Randborsten federartig. Augenhöhlen fehlen.

## Systematik
Es gibt nur zwei rezente Gattungen:
- Bathypluma de Saint Laurent, 1989
- Retropluma Gill, 1894

Sechs weitere Gattungen sind nur noch fossil nachweisbar:
- Archaeopus † Rathbun, 1908
- Costacopluma † Collins & Morris, 1975
- Cristipluma † Bishop, 1983a
- Loerentheya † Lőrenthey, in Lőrenthey & Beurlen, 1929
- Loerenthopluma † Beschin, Busulini, De Angeli & Tessier, 1996
- Retrocypoda † Vía, 1959